# 阿尔卑斯旅行社体育馆

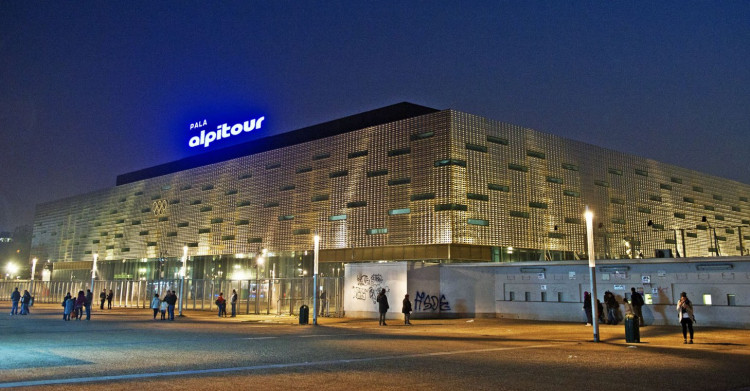
阿尔卑斯旅行社体育馆

都灵奥林匹克体育馆（義大利語：Palasport Olimpico），官方商业冠名为阿尔卑斯旅行社体育馆（義大利語：Pala Alpitour），是意大利都灵市圣丽塔区都灵奥林匹克公园内的一座多功能室内体育馆。启用于2005年，该体育馆作为冰球比赛场馆时能容纳12,350名观众，为意大利最大的室内体育馆。
该体育馆是为2006年冬季奥林匹克运动会而建，当时的造价为八千七百万欧元，为冬奥会中两个冰球比赛场馆之一。位于都灵奥林匹克体育场东边几米之遥。2014年8月8日起该体育馆以赞助商阿尔卑斯旅行社的名字而冠名为阿尔卑斯旅行社体育馆。